# Ligne 165 (chemin de fer slovaque)
Pour les articles homonymes, voir Ligne 165.
La ligne 165 des chemins de fer slovaque relie Plešivec à Muráň.

## Histoire
Ouverture du tronçon Plešivec - Muráň le 22 novembre 1893.
Durant le second conflit mondial, la frontière entre la Slovaquie et la Hongrie se situait entre les stations de Lubeník (Chyžnianska Voda) et Jelšava zastávka. Les trains de voyageurs slovaques étaient donc limités au tronçon Muráň - Lubeník. Le tronçon étant isolé du reste du réseau slovaque, deux trains par jour parcouraient le trajet entre Muráň et Plešivec (Pelsőc). Pour remédier à cette situation des travaux de construction de nouvelles lignes entre Tisovec et Revúca et Slavošovce - Lubeník (Chyžnianska Voda) ont été entrepris mais jamais entièrement réalisés.
Le service passager a été interrompu le 2 février 2003 et rouvert le 15 juin 2003.